# Корнелія Метелла
Корнелія Метелла (*Cornelia Metella, 71 до н. е. — після 47 до н. е.) — давньоримська матрона, дружина відомих політичних діячів пізньої Римської республіки.

## Життєпис
Походила з роду нобілів Корнеліїв. Донька Квінта Метелла Сципіона, консула 52 року до н. е., і Емілії Лепіди. Народилася ще до всиновлення батька. Відрізнялася красою і чудовою освітою. У першому шлюбі була одружена з Публієм Крассом, сином триумвіра, загиблим у битві під Каррами в 53 році до н. е. Корнелія важко переживала загибель першого чоловіка і навіть хотіла накласти на себе руки.
Утім через півроку, 52 року до н. е., батько видав її заміж за Гнея Помпея Великого. Після початку громадянської війни в 49 році до н. е. Помпей, залишаючи Рим, відіслав Корнелію разом зі своїм молодшим сином Секстом на Лесбос. Після поразки при Фарсалі Корнелія супроводжувала Помпея до Єгипту, де його вбили на її очах. Потім втекла на о. Крит, далі — у Кирену. 48 року до н. е. отримала від Цезаря дозвіл повернутися до Риму. Подальша доля не відома.